# Miles Reid
Miles Joshua Reid (Bath, Inglaterra, 5 de septiembre de 1998), más conocido como Miles Reid, es un jugador profesional inglés de rugby que se desempeña en la posición de ala cerrado en Bath Rugby, equipo perteneciente a la liga Premiership Rugby.

## Carrera
En 2017 comenzó su carrera deportiva con el equipo Bath Rugby, donde lleva jugando siete temporadas. Su buen desempeño lo ha llevado a ser reconocido nacionalmente e internacionalmente.